# Headhunter (single)
Headhunter is een Engelstalige single van de Belgische band Front 242 uit 1988.
De single bevat drie nummers, Headhunter V1.0, Welcome to paradise en Headhunter V2.0.
Versies 1.0 en 3.0 van het nummer verschenen eerder op het album Front by Front.
Voor versie 2.0 maakte Anton Corbijn een videoclip in korrelig zwart-wit. Hij toont de bandleden in modernistisch Brussel, bij het Rijksadministratief Centrum, het Berlaymontgebouw en het Atomium. Het visuele eierenthema kwam er volgens bandlid Patrick Codenys nadat Corbijn de songtitel verkeerd begrepen had als 'Egg Hunter'.
COMA Music Magazine verkoos Headhunter in 2012 tot beste industrial song ooit.

## Meewerkende artiesten
- Muzikanten
  - Daniel Bressanutti
  - Patrick Codenys
  - Jean-Luc De Meyer
  - Richard Jonckheere